# Seconda Divisione (Qatar)
La Seconda Divisione (in arabo: قطر دوري الدرجة الثانية, in inglese Qatar Second Division) è la seconda divisione del campionato qatariota di calcio. La competizione è stata istituita nel 1994 e vi prendono parte 8 squadre. 
La migliore squadra viene promossa nella Qatar Stars League, mentre la seconda classificata effettua i play-off per la promozione con la penultima classificata nella Qatar Stars League.

## Le squadre
Sono 14 le squadre ad aver preso parte ai 9 campionati di Qatar Stars League a girone unico che sono stati disputati nel 2005-06, nel 2010-2011, a partire dal 2018-2019 fino alla stagione 2024-2025 (della quale si riportano in grassetto le squadre partecipanti).
- 9 volte:  Al-Mesaimeer
- 8 volte:  Al-Mu'aidar
- 7 volte:  Al-Markhiya,  Al-Bidda
- 6 volte:  Al-Waab,  Lusail,  Al-Kharitiyath
- 5 volte:  Al-Shahaniya
- 4 volte:  Al-Shamal
- 3 volta:  Al-Sailiya
- 2 volta:  Al-Khor
- 1 volta:  Al-Wakrah,  Umm-Salal,  Al-Jaish

| Seconda Divisione qatariota 2020-2021 | Seconda Divisione qatariota 2020-2021 | Seconda Divisione qatariota 2020-2021 | Seconda Divisione qatariota 2020-2021 |
| Squadra                               | Città                                 | Stadio                                | Anno fondazione                       |
| ------------------------------------- | ------------------------------------- | ------------------------------------- | ------------------------------------- |
| Al-Bidda                              | Doha                                  |                                       | 2015                                  |
| Al-Markhiya                           | Doha                                  | Stadio Al-Markhiya                    | 1995                                  |
| Al-Mesaimeer                          | Mesaimeer, Al Rayyan                  | Stadio Al-Sailiya                     | 1990                                  |
| Al-Mu'aidar                           | Mu'aidar, Al-Rayyan                   | Stadio Thani bin Jassim               | 1996                                  |
| Al-Shahaniya                          | Al-Shahaniya, Doha                    | Stadio Grand Hamad                    | 1998                                  |
| Al-Kharitiyath                        | Umm Salal                             | Stadio Al-Bayt                        | 1996                                  |
| Al-Waab                               | Al Waab, Doha                         |                                       | 2019                                  |
| Lusail                                | Lusail, Al Daayen                     |                                       | 2014                                  |

## Albo d'oro
Fonte: new.qfa.com.qa.
- 1994-1995:  Al-Markhiya
- 1995-1996:  Al-Markhiya
- 1996-1997:  Al-Markhiya
- 1997-1998:  Umm-Salal
- 1998-1999:  Al-Markhiya
- 1999-2000:  Umm-Salal
- 2000-2001:  Al-Mesaimeer
- 2001-2002:  Al-Shamal
- 2002-2003:  Al-Sailiya
- 2003-2004:  Al-Kharitiyath
- 2004-2005:  Al-Sailiya

- 2005-2006:  Umm-Salal
- 2006-2007:  Al-Sailiya
- 2007-2008:  Al-Jaish
- 2008-2009:  Al-Jaish
- 2009-2010:  Lekhwiya
- 2010-2011:  Al-Jaish
- 2011-2012:  Al-Sailiya
- 2012-2013:  Al-Ahli Doha
- 2013-2014:  Al-Shamal
- 2014-2015:  Al-Rayyan
- 2015-2016:  Al-Mu'aidar

- 2016-2017:  Al-Markhiya
- 2017-2018:  Al-Shahaniya
- 2018-2019:  Al-Wakrah
- 2019-2020:  Al-Kharitiyath
- 2020-2021:  Al-Shamal
- 2021-2022:  Al-Markhiya
- 2022-2023:  Al-Mu'aidar
- 2023-2024:  Al-Khor

## Vittorie per squadra
| Pos. | Squadra                    | Vittorie |
| ---- | -------------------------- | -------- |
| 1    | Al-Markhiya                | 6        |
| 2    | Al-Sailiya                 | 4        |
| 2    | Al-Gharafa SC (Al-Ittihad) | 4        |
| 4    | Al-Jaish                   | 3        |
| 4    | Umm-Salal                  | 3        |
| 6    | Al-Kharaitiyat             | 2        |
| 6    | Al-Wakrah                  | 2        |
| 6    | Al-Rayyan                  | 2        |
| 6    | Al-Shamal                  | 2        |
| 6    | Al-Mu'aidar                | 2        |
| 10   | Al-Shahaniya               | 1        |
| 10   | Mesaimeer                  | 1        |
| 10   | Al-Taawun (Al Khor)        | 1        |
| 10   | Al Ahli                    | 1        |
| 10   | Lekhwiya                   | 1        |
| 10   | Al-Khor                    | 1        |
| 10   | Al-Nahda                   | 1        |